# 廣南麵
廣南麵（越南语：／），是越南的一道麵食。其中在越南語是「麵」的意思，是廣南省的簡稱，麵名取名於該麵的發源地廣南省。
米粉鋪在蔬菜之上，再加入肉類和少量的湯，再加上花生和芝麻米紙（bánh tráng mè），為其特色。米粉的黃色來自薑黃。
也有無湯的版本，稱為。其相关的知识也已经列入越南国家级非物质文化遗产名录。